# Danny Masterson
Daniel Peter Masterson (* 13. března 1976) je americký herec a DJ, známý především díky roli Stevena Hyda ze seriálu stanice Fox Zlatá sedmdesátá (1998–2006). Jeho další známá role je ještě Milo Foster ze seriálu stanice TBS Men at Work (2012–2014).

## Život
Narodil se na Long Islandu Carol a Peterovi Mastersonovým. Jeho matka je manažerka a jeho otec pojišťovací agent. Má bratra Christophera, který je zpěvákem, nevlastní sestru Alannu, která je herečkou a nevlastního bratra Jordana. Od roku 2011 je vztahu s Bijou Phillips. Do pěti let byl dětským modelem; objevoval se na titulních stránkách časopisů a v katalozích na dětské oblečky. Hrál také v divadlech, v dětství hrál i na Broadway v muzikálech do roku 1985. Poté se jeho hlas vytratil v pubertě, když začal mutovat. Tehdy se začal plně věnovat herectví. Od roku 1988 až do současné doby hraje v televizních seriálech a filmech.